# Soci (okręg Bacău)
Soci – wieś w Rumunii, w okręgu Bacău, w gminie Pâncești. W 2011 roku liczyła 659 mieszkańców.